# Præsidentvalget i Tyskland 1984
Præsidentvalget i Tyskland 1984 fandt sted i Forbundsforsamlingen den 23. maj 1984, hvor Richard von Weizsäcker blev valgt som landets 6. forbundspræsident. Karl Carstens havde ikke genopstillet til genvalg.
Richard von Weizsäcker opstillede også ved valget om præsidentembedet i 1974, men tabte dengang mod Walter Scheel.

## Valgresultat
Valget blev afholdt i Bonn. Det var 1.040 stemmeberettigede medlemmer af Forbundsforsamlingen, og kravet til absolut flertal var dermed 521 stemmer.
| Valgomgang    | Kandidat               | Stemmer | %      | Parti                              |
| ------------- | ---------------------- | ------- | ------ | ---------------------------------- |
| 1. valgomgang | Richard von Weizsäcker | 832     | 80,0 % | CDU                                |
| 1. valgomgang | Luise Rinser           | 68      | 6,5 %  | foreslået af Bündnis 90/Die Grünen |